# Подуево (община)
Подуево (серб. Подујево) — община в Косово, входит в Приштинский округ.
Занимаемая площадь — 625 км².
Административный центр общины — город Подуево. Община Подуево состоит из 78 населённых пунктов, средняя площадь населённого пункта — 8,0 км².

## Административная принадлежность
| Сербская позиция                                           | Албанская позиция                            |
| ---------------------------------------------------------- | -------------------------------------------- |
| входит в Косовский округ автономного края Косово и Метохия | входит в Приштинский округ Республики Косово |